# Earl Bamber
Earl Anderson Bamber (Whanganui, Nueva Zelanda, 9 de julio de 1990) es un piloto de automovilismo neozelandés. Ganó las 24 Horas de Le Mans y las 12 Horas de Bathurst en dos ocasiones cada una, un título en el Campeonato Mundial de Resistencia de la FIA y uno en WeatherTech SportsCar Championship, así como varios títulos en monomarcas de GT, todos para la marca Porsche.

## Carrera

### Inicios
Bamber comenzó a competir en karts cuando era niño. Entre 2002 y 2004 ganó sus primeros títulos nacionales e hizo un podio en la final de Rotax Max Junior. Debutó en monoplazas en 2005 en la Fórmula Ford neozelandesa. Al año siguiente se mudó a la Fórmula BMW Asia, donde ganó el título.
Luego fue subcampeón de la Toyota Racing Series (2007-08 y 2010) y de la Fórmula V6 Asia (2008). Por otro lado, participó en algunas carreras de GP2 Asia Series y A1 Grand Prix.

### Porsche Cup
En 2013, Earl Bamber debutó en la serie asiática de la Porsche Carrera Cup. Se llevó el título ese año y el siguiente, ganando más de la mitad de las carreras. En 2014 recibió una beca de la marca y compitió en la Porsche Supercup, resultando campeón, y, además, fue séptimo en la Porsche Carrera Cup Alemania corriendo de manera parcial la temporada.

### Resistencia

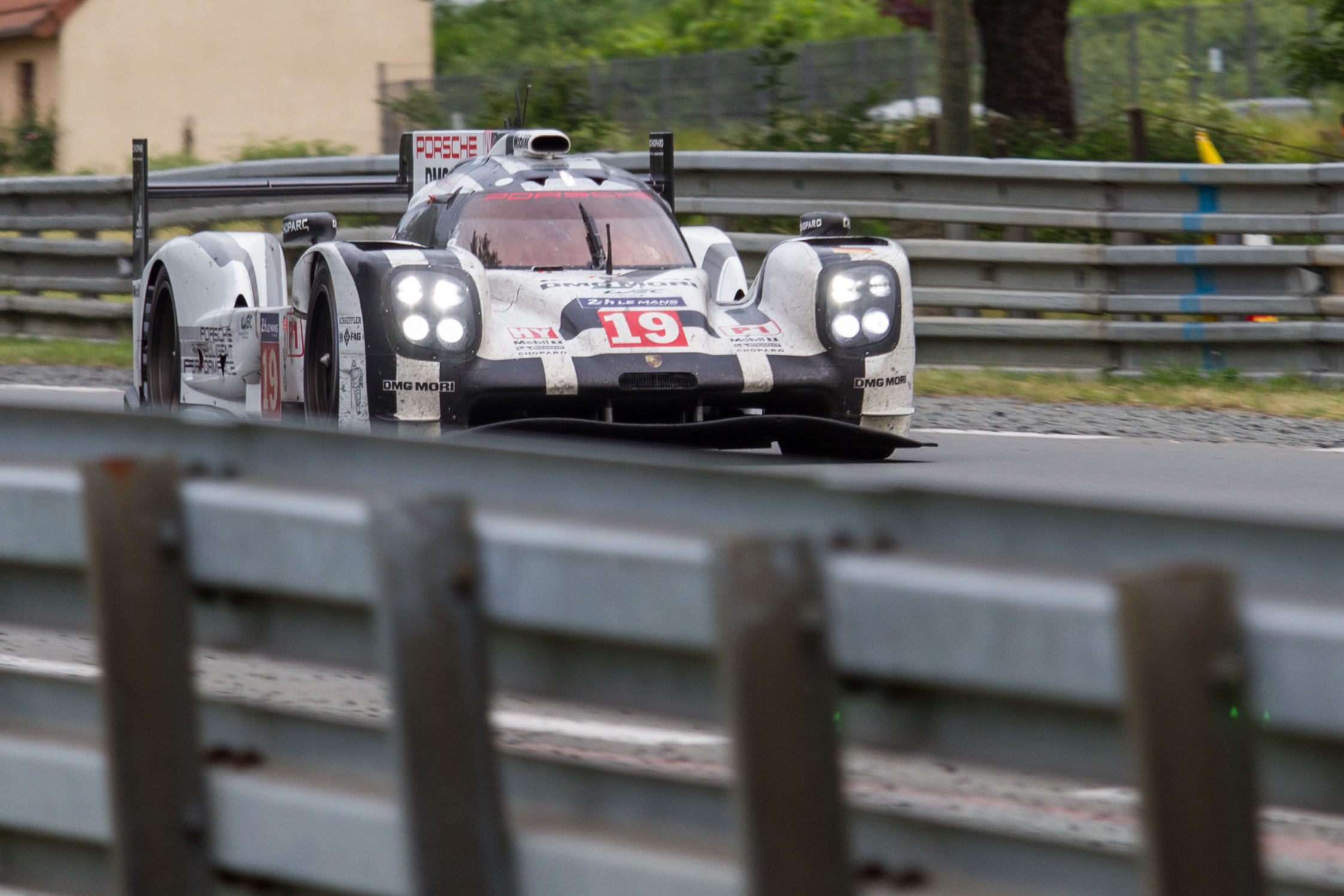
Porsche 919 Hybrid número 19 en Le Mans 2015.

En 2014, el piloto neozelandés ganó en la clase B de las 12 Horas de Bathurst junto a Stephen Grove y Ben Barker con el equipo Grove. Ese año debutó en las 24 Horas de Daytona del campeonato de la IMSA en la clase GTD y más adelante hizo un podio en la Petit Le Mans clase GTLM.
En 2015 debutó con un 919 Hybrid (LMP1) del Porsche Team en el Mundial de Resistencia (WEC) Este vehículo fue alistado para Bamber, Nico Hülkenberg y Nick Tandy para correr las 6 Horas de Spa y las 24 Horas de Le Mans. En esta última, el trío de pilotos logró la victoria tras 395 vueltas, una más que otro 919 Hybrid que finalizó en el segundo puesto. Luego de esta victoria, participó en otras tres competencias del campeonato dentro la clase LMGTE Am con el equipo Proton.
Al año siguiente volvió a ganar las 12 Horas de Bathurst con Grove y Scott McLaughlin. Fue cuarto en el campeonato de la IMSA GTLM con el equipo Porsche North America y con Frédéric Makowiecki de copiloto, alzando una victoria en Austin, además de ser terceros en Daytona.
En 2017 fue llamado por Porsche para correr la temporada completa del Mundial de Resistencia en LMP1. Ocupó el lugar del retirado Mark Webber en el 919 Hybrid número 2, el cual compartió con Timo Bernhard y Brendon Hartley. Ganaron cuatro de las nueve carreras de la temporada: 24 Horas de Le Mans, 6 Horas de Nürburgring, 6 Horas de México y 6 Horas de COTA, una menos que los pilotos del Toyota TS050 Hybrid número 8, pero mejores otros resultados le dieron el título de LMP1 al Porsche número 2.
Tras la salida de la marca alemana de LMP1, Bamber volvió a la IMSA a tiempo completo en 2018. Compartió un 919 RSR con Laurens Vanthoor, logrando una victoria en Mid-Ohio y un quinto puesto final en GTLM. Fue décimo en la clase LMGTE Pro en las 24 Horas de Le Mans de ese año y, por otro lado, participó en algunas carreras del Supercars Championship de Australia con Holden.
Nuevamente junto a Vanthoor, conquistaron el título de IMSA GTLM 2019. Ganaron tres carreras (Long Beach, Mid-Ohio y Canadian Tire Motorsport Park), misma cantidad que los pilotos del Porsche subcampeón.

## Resultados

### A1 Grand Prix
(Clave) (negrita indica pole position) (cursiva indica vuelta rápida)

| Año     | Equipo        | 1         | 2         | 3       | 4       | 5         | 6         | 7          | 8          | 9         | 10          | 11          | 12          | 13          | 14          | 15      | 16      | 17      | 18      | 19      | 20      | Pos. | Puntos |
| ------- | ------------- | --------- | --------- | ------- | ------- | --------- | --------- | ---------- | ---------- | --------- | ----------- | ----------- | ----------- | ----------- | ----------- | ------- | ------- | ------- | ------- | ------- | ------- | ---- | ------ |
| 2007-08 | Nueva Zelanda | NED SPR   | NED FEA   | CZE SPR | CZE FEA | MYS SPR   | MYS FEA   | CHN SPR PO | CHN FEA PO | NZL SPR   | NZL FEA     | AUS SPR PO  | AUS FEA PO  | RSA SPR     | RSA FEA     | MEX SPR | MEX FEA | CHN SPR | CHN FEA | GBR SPR | GBR FEA | 2.º  | 93     |
| 2008-09 | Nueva Zelanda | NED SPR 2 | NED FEA 3 | CHN SPR | CHN FEA | MYS SPR 3 | MYS FEA 6 | NZL SPR    | NZL FEA    | RSA SPR 8 | RSA FEA Ret | POR SPR Ret | POR FEA Ret | GBR SPR Ret | GBR FEA Ret |         |         |         |         |         |         | 7.º  | 36     |
| Fuente: |               |           |           |         |         |           |           |            |            |           |             |             |             |             |             |         |         |         |         |         |         |      |        |

### GP2 Asia Series
(Clave) (negrita indica pole position) (cursiva indica vuelta rápida puntuable)

| Año     | Escudería            | 1   | 1   | 2   | 2   | 3    | 3    | 4   | 4   | 5   | 5   | 6    | 6    | Pos. | Puntos | Ref.  |
| ------- | -------------------- | --- | --- | --- | --- | ---- | ---- | --- | --- | --- | --- | ---- | ---- | ---- | ------ | ----- |
| 2008-09 | My Qi-Meritus Mahara | SHA | SHA | DUB | DUB | SAK1 | SAK1 | LOS | LOS | KUA | KUA | SAK2 | SAK2 | 14.º | 8      | [ 2 ] |
| 2008-09 | My Qi-Meritus Mahara | 6   | 2   | Ret | C   | 11   | 7    |     |     |     |     |      |      | 14.º | 8      | [ 2 ] |

### Porsche Carrera Cup Asia
(Clave) (negrita indica pole position) (cursiva indica vuelta rápida)

| Año     | Equipo       | 1     | 2     | 3     | 4     | 5     | 6     | 7     | 8      | 9     | 10    | 11    | 12    | Pos. | Puntos |
| ------- | ------------ | ----- | ----- | ----- | ----- | ----- | ----- | ----- | ------ | ----- | ----- | ----- | ----- | ---- | ------ |
| 2013    | Nexus Racing | SEP 3 | SHG 2 | SHG 2 | ZIC 1 | ZIC 1 | ORD 1 | ORD 1 | INJ 10 | INJ 3 | SIN 1 | SHG 1 | SHG 2 | 1.º  | 217    |
| 2014    | LKM Racing   | SEP 1 | SHG 1 | SHG 3 | ZIC   | ZIC   | FUJ 1 | FUJ 1 | SEP 1  | SEP 2 | SIN 1 | SHG 1 | SHG 1 | 1.º  | 199    |
| Fuente: |              |       |       |       |       |       |       |       |        |       |       |       |       |      |        |

### Porsche Carrera Cup Germany
(Clave) (negrita indica pole position) (cursiva indica vuelta rápida)

| Año     | Equipo           | 1     | 2     | 3       | 4     | 5     | 6      | 7     | 8     | 9     | 10    | 11  | 12  | 13  | 14  | 15  | 16  | 17  | 18  | Pos. | Puntos |
| ------- | ---------------- | ----- | ----- | ------- | ----- | ----- | ------ | ----- | ----- | ----- | ----- | --- | --- | --- | --- | --- | --- | --- | --- | ---- | ------ |
| 2014    | Team 75 Bernhard | HOC 3 | HOC 1 | OSC Ret | OSC 5 | HUN 5 | HUN 17 | NOR 5 | NOR 2 | RBR 2 | RBR 1 | NÜR | NÜR | LAU | LAU | SAC | SAC | HOC | HOC | 7.º  | 126    |
| Fuente: |                  |       |       |         |       |       |        |       |       |       |       |     |     |     |     |     |     |     |     |      |        |

### Porsche Supercup
(Clave) (negrita indica pole position) (cursiva indica vuelta rápida)

| Año     | Equipo         | 1     | 2     | 3     | 4     | 5      | 6     | 7     | 8     | 9     | 10    | Pos. | Puntos |
| ------- | -------------- | ----- | ----- | ----- | ----- | ------ | ----- | ----- | ----- | ----- | ----- | ---- | ------ |
| 2013    | FACH Auto Tech | ESP   | MON   | GBR   | GER   | HUN 15 | BEL   | ITA   | UAE 2 | UAE 5 |       | NC   | 0      |
| 2014    | FACH Auto Tech | ESP 1 | MON 9 | AUT 6 | GBR 3 | GER 2  | HUN 3 | BEL 1 | ITA 3 | USA 4 | USA 2 | 1.º  | 155    |
| Fuente: |                |       |       |       |       |        |       |       |       |       |       |      |        |

### 12 Horas de Bathurst
| Año     | Equipo              | Copilotos                      | Automóvil           | Clase | Vueltas | Pos. | Pos. Clase |
| ------- | ------------------- | ------------------------------ | ------------------- | ----- | ------- | ---- | ---------- |
| 2014    | Grove Group         | Stephen Grove Ben Barker       | Porsche 911 GT3 Cup | B     | 286     | 8.º  | 1.º        |
| 2016    | Grove Hire          | Stephen Grove Scott McLaughlin | Porsche 911 GT3 Cup | B     | 285     | 12.º | 1.º        |
| 2017    | Walkinshaw GT3      | Kévin Estre Laurens Vanthoor   | Porsche 911 GT3 R   | APP   | 44      | DNF  | DNF        |
| 2018    | Craft-Bamboo Racing | Kévin Estre Laurens Vanthoor   | Porsche 911 GT3 R   | APP   | 271     | 5.º  | 3.º        |
| Fuente: |                     |                                |                     |       |         |      |            |

### 24 Horas de Le Mans
| Año     | Equipo                   | Copilotos                            | Automóvil           | Clase    | Vueltas | Pos. | Pos. Clase |
| ------- | ------------------------ | ------------------------------------ | ------------------- | -------- | ------- | ---- | ---------- |
| 2015    | Porsche Team             | Nico Hülkenberg Nick Tandy           | Porsche 919 Hybrid  | LMP1     | 395     | 1.º  | 1.º        |
| 2016    | Porsche Motorsport       | Jörg Bergmeister Frédéric Makowiecki | Porsche 911 RSR     | GTE Pro  | 140     | DNF  | DNF        |
| 2017    | Porsche Team             | Timo Bernhard Brendon Hartley        | Porsche 919 Hybrid  | LMP1     | 367     | 1.º  | 1.º        |
| 2018    | Porsche GT Team          | Patrick Pilet Nick Tandy             | Porsche 911 RSR     | GTE Pro  | 334     | 27.º | 10.º       |
| 2019    | Porsche GT Team          | Patrick Pilet Nick Tandy             | Porsche 911 RSR     | GTE Pro  | 342     | 22.º | 3.º        |
| 2021    | WeatherTech Racing       | Laurens Vanthoor Cooper MacNeil      | Porsche 911 RSR-19  | GTE Pro  | 139     | DNF  | DNF        |
| 2023    | Cadillac Racing          | Alex Lynn Richard Westbrook          | Cadillac V-Series.R | Hypercar | 341     | 3.º  | 3.º        |
| 2024    | Cadillac Racing          | Alex Lynn Álex Palou                 | Cadillac V-Series.R | Hypercar | 311     | 7.º  | 7.º        |
| 2025    | Cadillac Hertz Team Jota | Sébastien Bourdais Jenson Button     | Cadillac V-Series.R | Hypercar | 386     | 7.º  | 7.º        |
| Fuente: |                          |                                      |                     |          |         |      |            |

### Campeonato Mundial de Resistencia de la FIA
(Clave) (negrita indica pole position) (cursiva indica vuelta rápida)

| Año  | Escudería               | Clase    | Automóvil          | 1   | 2   | 3   | 4   | 5   | 6   | 7   | 8   | 9   | Pos. | Puntos | Ref.  |
| ---- | ----------------------- | -------- | ------------------ | --- | --- | --- | --- | --- | --- | --- | --- | --- | ---- | ------ | ----- |
| 2015 | Porsche Team            | LMP1     | Porsche 919 Hybrid | SIL | SPA | LMS | NÜR | COA | FUJ | SHA | BHR |     | 9.º  | 58     | [ 4 ] |
| 2015 | Porsche Team            | LMP1     | Porsche 919 Hybrid |     | 6   | 1   |     |     |     |     |     |     | 9.º  | 58     | [ 4 ] |
| 2015 | Abu Dhabi-Proton Racing | LMGTE Am | Porsche 911 RSR    |     |     |     | 6   | 2   | 5   |     |     |     | 13.º | 36     | [ 4 ] |
| 2017 | Porsche Team            | LMP1     | Porsche 919 Hybrid | SIL | SPA | LMS | NÜR | MEX | COA | FUJ | SHA | BHR | 1.º  | 208    | [ 9 ] |
| 2017 | Porsche Team            | LMP1     | Porsche 919 Hybrid | 2   | 3   | 1   | 1   | 1   | 1   | 4   | 2   | 2   | 1.º  | 208    | [ 9 ] |

### WeatherTech SportsCar Championship
(Clave) (negrita indica pole position) (cursiva indica vuelta rápida)

| Año     | Equipo                       | Clase | Automóvil              | 1      | 2      | 3     | 4     | 5      | 6     | 7     | 8     | 9     | 10    | 11    | 12    | Pos. | Puntos |
| ------- | ---------------------------- | ----- | ---------------------- | ------ | ------ | ----- | ----- | ------ | ----- | ----- | ----- | ----- | ----- | ----- | ----- | ---- | ------ |
| 2014    | Mühlner Motorsports America  | GTD   | Porsche 911 GT America | DAY 27 | SEB 20 | LBH   | LGA   | DET    | WGL   | MOS   | IMS   | ROA   | VIR   | COA   |       | 79.º | 27     |
| 2014    | Porsche North America        | GTLM  | Porsche 911 RSR        |        |        |       |       |        |       |       |       |       |       |       | PET 2 | 29.º | 33     |
| 2015    | Porsche North America        | GTLM  | Porsche 911 RSR        | DAY 7  | SEB 7  | LBH   | LGA   | WGL 2  | MOS 7 | LIM   | ROA 2 | VIR 2 | COA 5 | PET 8 |       | 10.º | 225    |
| 2016    | Porsche North America        | GTLM  | Porsche 911 RSR        | DAY 3  | SEB 3  | LBH 7 | LGA 3 | WGL 10 | MOS 6 | LIM 8 | ROA 4 | VIR 3 | COA 1 | PET 5 |       | 4.º  | 313    |
| 2017    | Porsche GT Team              | GTLM  | Porsche 911 RSR        | DAY    | SEB    | LBH   | COA   | WGL    | MOS   | LIM   | ROA   | VIR   | LGA   | PET 5 |       | 24.º | 26     |
| 2018    | Porsche GT Team              | GTLM  | Porsche 911 RSR        | DAY 6  | SEB 3  | LBH 7 | MDO 1 | WGL 4  | MOS 6 | LIM 3 | ROA 4 | VIR 5 | LGA 2 | PET 6 |       | 5.º  | 308    |
| 2019    | Porsche GT Team              | GTLM  | Porsche 911 RSR        | DAY 3  | SEB 5  | LBH 1 | MDO 1 | WGL 6  | MOS 1 | LIM 2 | ROA 3 | VIR 2 | LGA 7 | PET 5 |       | 1.º  | 330    |
| 2020    | Porsche GT Team              | GTLM  | Porsche 911 RSR-19     | DAY 2  | DAY 2  | SEB 3 | ROA 5 | VIR 5  | ATL 6 | MDO   | CLT 6 | PET 5 | LGA 1 | SEB 2 |       | 6.º  | 289    |
| 2021    | Team Hardpoint EBM           | GTD   | Porsche 911 GT3 R      | DAY 10 | SEB 10 | MDO   | DET   | WGL    | WGL   | LIM   | ROA   | LGA   | LBH   | VIR   |       | 41.º | 462    |
| 2021    | Cadillac Chip Ganassi Racing | DPi   | Cadillac DPi-V.R       |        |        |       |       |        |       |       |       |       |       |       | PET 5 | 20.º | 284    |
| 2022    | Cadillac Racing              | DPi   | Cadillac DPi-V.R       | DAY 6  | SEB 1  | LBH 2 | LGA 5 | MDO 4  | DET 3 | WGL 4 | MOS 4 | ROA 2 | PET 5 |       |       | 4.º  | 3191   |
| Fuente: |                              |       |                        |        |        |       |       |        |       |       |       |       |       |       |       |      |        |